# Герхард Млади фон Геминген
Герхард Млади фон Геминген (на немски: Gerhard von Gemmingen der Jüngere; † 1428/ или сл. 1430) е благородник от стария алемански рицарски род Геминген в Крайхгау в Баден-Вюртемберг от линията „Б (Хорнберг) на фрайхерен фон Геминген“.
Той е големият син на Герхард Стари фон Геминген (1360 – 1402) и съпругата му Анна фон Либенщайн († 1409), дъщеря на Ханс фон Либенщайн и Анна фон Балдек, дъщеря на Маркварт III фон Балдег († сл. 1342). Той е брат на Еберхард Млади фон Геминген († пр. 1426) и често е споменаван заедно с него.
Братята наследяват 1402 г. от баща си собственост в Геминген, Щеббах, Итлинген и други места. Чичо му Еберхард († 1419) умира неженен и преписва наследството си още през 1400 г. на двамата си племенници.
През 1401 г. братята имат конфликт срещу Енгелхард фон Розенберг и Дитрих фон Цвингенберг. През 1408 г. Албрехт фон Хоенлое освобождава братята от задължение от залагане на баща им в Ингелфинген. През 1411 г. братята се разбират за тяхната собственост в Геминген, при свидетели, между тях е епископа на Шпайер Рабан фон Хелмщат. През 1413 г. братята купуват от Албрехт фон Хоенлое една част от дворец Нойдек и собственост в Ерленбах и в Обер- и Унтербойтинген. Те образуват „линиите Бюрг и Михелфелд“.
Герхард умира 1428 г. и оставя само дъщери, собствеността му отива на племенника му Еберхард дер Таубе фон Геминген († 1479), наследникът на брат му Еберхард.

## Фамилия
Герхард Млади фон Геминген се жени за Юта/Юнта фон Зикинген († сл. 1430), дъщеря на Райнхард фон Зикинген и на Фибинген. Те имат дъщерите:
- Анна (Агата) фон Геминген († сл. 1438), омъжена за Бертолд V фон Масенбах (* ок. 1420; † 1458)
- Юнта, омъжена за Андрес фон Масенбах
- Маргарета, омъжена за Ханс фон Еренберг